# Mine de Montebras
Les mines de Montebras se trouvent à côté du village du même nom dans la commune de Soumans, dans le département de la Creuse, en France. La zone, très riche en minerais, fut exploitée depuis l’Antiquité jusqu’à nos jours.

## Mine d’étain
Durant l’Antiquité, les Celtes, puis les Romains, exploitèrent des mines d’étain. La découverte de l'étamage est attribuée aux Gaulois Bituriges, qui vivaient dans la région.
En 1858, le gisement est redécouvert par l’ingénieur des mines François Ernest Mallard. Cette découverte relança l’exploitation de l’étain. La Société des mines d'étain de Montebras fut créée en avril 1867 par Henri Poisson. L’exploitation, effectuée de 1865 à 1877, reprise vers 1891 et de nouveau en 1908, s'étala entre 1868 et 1914. Durant cette période, 300 tonnes d’étain furent produites. Le site de Montebras contient encore une petite réserve d'étain estimée à 1 000 tonnes.
Le système filonien, où se présente l'étain, constitue un réseau irrégulier et hétérogène d'une cinquantaine de veines encaissées, soit dans la granulite porphyroïde, soit surtout, à son voisinage, dans le granite à pinite. Son importance avait été exagérée à l'ouverture de la mine, selon les géologues.

## Mine de lithine
Au XXe siècle, on exploita l’amblygonite et la montebrasite pour extraire de la lithine encore appelée hydroxyde de lithium. La montebrasite tire son nom de la mine de Montebras.

## Carrière de feldspath
Depuis 1965, le site est à nouveau ouvert pour l'extraction du feldspath. Il ne s'agit plus de mines souterraines mais d'une carrière à ciel ouvert formant un immense cratère d'un blanc pur. La Société des feldspath du Morvan, qui exploite le site, exporte la production vers l'Italie où elle est utilisée dans l'industrie des céramiques. La société de Felspaths du Morvan cesse son activité fin 1997.
Le site est actuellement exploité par la société Imerys Ceramics France, filiale du groupe Imerys.

## Autres minéraux présents
- Wavellite[7].